# Nelima gothica
Nelima gothica is een hooiwagen uit de familie Sclerosomatidae.
De soort komt voor in West-Europa. Vaak wordt hij langs de kust waargenomen. Rotsachtige en stenige omgevingen en maquis zijn de leefgebieden die hij verkiest.